# Comentarios sobre la primera y segunda población de Segovia
Los Comentarios sobre la primera y segunda población de Segovia es una obra sobre la historia de esta ciudad escrita a mediados del siglo XVI por Garci Ruiz de Castro.

## Historia
La obra fue escrita por el abogado y polígrafo segoviano Garci Ruiz de Castro y constituye la primera obra sobre la historia de Segovia. Nunca fue publicada en vida del autor y el manuscrito se conserva en el archivo de la catedral de Segovia.
El historiador Diego de Colmenares consultó la obra para la redacción de su Historia de la insigne Ciudad de Segovia y compendio de las historias de Castilla publicada en 1637.
Fue publicado en 1989, coincidiendo que el año anterior se había celebrado los novecientos años de la repoblación de Segovia, acaecida tras la conquista de la ciudad en 1088 por Alfonso VI. Su publicación fue realizada según transcripción de José Antonio Ruiz Hernando, que fue además autor de las notas, por parte de la Diputación Provincial de Segovia.

## Descripción
La obra no sigue un criterio cronológico a la hora de describir la historia de la ciudad.
Está dividida en 31 capítulos, gran parte de los cuales se encuentran a su vez divididos en epígrafes. Además cuenta con multitud de glosas a lo largo de todo el texto.
Además de la descripción e historia de iglesias, calles y hechos históricos, recoge también leyendas. El libro también contiene algunas historias no relacionadas con la ciudad como la de la Papisa Juana o la de la Virgen de la Peña de Francia.

### Individuales
1. ↑  Quintanilla, Mariano (1952). «Historiografía segoviana». Estudios Segovianos IV (10-12): 453.
2. ↑  Contreras Jiménez, 2012, p. 38.
3. ↑  Ruiz Hernando, José Antonio (1989). «Comentarios sobre la primera y segunda población de Segovia: transcripción y notas». Comentarios sobre la primera y segunda población de Segovia. Segovia: Diputación Provincial de Segovia. p. [5].